# Carlos Edzard de Frisia Oriental
Carlos Edzardo —en alemán: Carl Edzard— (Aurich, 18 de junio de 1716-ib., 25 de mayo de 1744) fue un príncipe germano de la casa Cirksena. Era desde el 12 de junio de 1734, el último príncipe nativo que gobernó el condado de Frisia oriental.

## Biografía
Carl Edzardo nació en el castillo de Aurich. Fue el cuarto hijo del príncipe reinante Jorge Alberto y su primera esposa Cristina Luisa, una princesa nacida de Nassau-Idstein. Sus hermanos mayores murieron antes de llegar a la edad de un año, convirtiendo a Carlos Edzardo en heredero del trono en el condado.

### Juventud
Carlos Edzardo —en nombre de su padre— era autoritario, duro y «educado en una atmósfera de intolerancia y piedad ascética que no dejaba al niño libertad ni oportunidades para el autodesarrollo». Cada minuto de su rutina diaria estaba planeado. Incluso las fases de recuperación, las horas del viaje y la caminata fueron exactamente predeterminadas. Carlo Edzardo era el espíritu de la época en la ley romana, la historia medieval y la dominación francesa ha enseñado. Luego estaba la lectura de la Biblia y otros textos religiosos. Carlos Edzardo nunca disfrutó de ningún entrenamiento militar, aunque a la edad de diez años fue nombrado por su padre como coronel y jefe de la pequeña milicia principesca. Debido a la muerte prematura de su padre, no había tiempo para estudiar, y nunca entró en el viaje arrogante de los hijos de la nobleza europea, obligatorio desde la época del Renacimiento. Su rango de movimiento permaneció limitado, incluso dentro de su territorio. Carlos Edzardo se quedó principalmente en la corte de Aurich, el pabellón de caza en Sandhorst y el principesco castillo de Berum. Incluso nunca entró en la ciudad más grande del condado, Emden, solo una vez desde la distancia.

### Príncipe
El padre de Carlos Edzardo había estado gravemente enfermo durante mucho tiempo y sufrió un derrame cerebral antes del cumpleaños 18 de su hijo. Para garantizar la supervivencia de la dinastía, Carlos Edzardo se organizó a toda prisa para una boda. La iniciativa para esto probablemente vino de su madrastra Sofía Carolina de Brandenburgo-Kulmbach. Guillermina Sofía (1714-1749), hija de su hermano mayor Jorge Federico Carlos de Brandenburgo-Bayreuth, fue elegida como novia y organizó el compromiso con su pariente de solo diecisiete años con Carlos Edzardo —dos años mayor—. El 25 de mayo de 1734, la boda se celebró en Burg Berum.
Tres semanas después, el 12 de junio de 1734, su padre murió y Carlos Edzardo se convirtió en soberano de Frisia oriental, sin estar realmente preparado para esta tarea. Después de los constantes conflictos de los últimos años entre los puestos y la casa principesca, apenas tenía reputación. La ciudad de Emden y otras propiedades refractarias le negaron homenaje. Se duda que Carlos Edzardo interfiriera en la administración de su país. Es probable que sus decisiones hayan sido tomadas por otros.

### Muerte
Cuatro días después de que su esposa tuviese un aborto espontáneo en su segundo embarazo —su única hija fue Isabel Sofía Magdalena, nacida el 5 de diciembre de 1740 y fallecida el 14 de junio de 1742—, y las esperanzas de un heredero y sucesor desaparecieron, el 16 de mayo de 1744, Carlos Edzardo partió a pie hacia su residencia de verano, la casa de caza de Wilhelminenholz en Sandhorst, donde Guillermina Sofía lo estaba esperando. Una vez allí, le exigió a su esposa un vaso de suero de leche, después de lo cual se sintió incómodo. En los siguientes días, la enfermedad empeoró más y más. El 24 de mayo, el médico describió el estado del príncipe como cuestionable, pero el 25 de mayo expresó la esperanza de mejorar, que, sin embargo, fue desalentador. Carlos Edzardo murió el mismo día entre las 23 y las 24 horas como último varón de su casa. Se desconoce y es difícil esclarecer si murió envenenado o de muerte natural.
Después de su muerte, el rey Federico II de Prusia hizo cumplir su derecho de sucesión, que estaba regulado en la Convención de Emden. Salió de Frisia oriental, partiendo de Emden, ocupando el trono sin resistencia, con lo que el 23 de junio de 1744, el país rindió homenaje a la Corona.